# Astragalus elongatus
Astragalus elongatus är en ärtväxtart som beskrevs av Karl Friedrich Carlos Federico Reiche. Astragalus elongatus ingår i släktet vedlar, och familjen ärtväxter. Utöver nominatformen finns också underarten A. e. nucleiferus.